# 泉岳寺駅
泉岳寺駅（せんがくじえき）は、東京都港区高輪二丁目にある、東京都交通局（都営地下鉄）・京浜急行電鉄（京急）の駅である。

## 概要
都営地下鉄の浅草線と、京急の本線が乗り入れており、このうち京急本線は当駅が東京都側の終点である。東京都交通局と京急の共同使用駅で、東京都交通局が管轄している。京急の駅としては最北端に位置する。駅番号は都営地下鉄に対してのみ付与されており、A 07である。
京成電鉄本線の京成上野駅、西武鉄道新宿線の西武新宿駅などと共に、山手線より内側にある数少ない私鉄の駅となっている。浅草線と山手線・京浜東北線は当駅・高輪ゲートウェイ駅 - 新橋駅間で並走する。

## 歴史
- 1968年（昭和43年）
  - 6月21日：1号線（現：浅草線）の大門駅 - 当駅延伸に伴い開業し[2]、同線の終着駅となる。同時に京急本線の品川駅 - 当駅も開業し、相互乗り入れを開始[2]。
  - 11月15日：1号線の当駅 - 西馬込駅の開業に伴い[2]、同線の中間駅となる。
- 1969年（昭和44年）11月13日：学生らが駅ホームおよび駅構内に停車していた青砥行電車車内で火炎瓶を投擲、炎上させる[5]。火災により運行停止[5]。
- 2007年（平成19年）3月18日：ICカード「PASMO」の利用が可能となる[6]。
- 2020年（令和2年）
  - 2月22日：3・4番線でホームドアの使用を開始[7]。
  - 3月7日：1・2番線でホームドアの使用を開始[7]。
  - 3月14日：高輪ゲートウェイ駅の開業に伴い、山手線及び京浜東北線との乗り換え業務を開始（都営地下鉄線との連絡に限る）[8]。

## 駅名の由来
赤穂浪士の墓所として知られる萬松山泉岳寺に近接していることに由来する。「泉岳寺」という行政上の地名はない。

### 駅名に対するトラブル
駅開業から四半世紀後の1993年（平成5年）に、泉岳寺は東京都に対して駅名に寺の名前を使うことについて間違い電話が掛かってくること等により迷惑を被っているとして、不正競争防止法、法人の氏名権、商法21条を根拠に使用差し止めを求めて東京地裁に提訴した。これに対して地裁は、「駅名に使われたからといってただちに信仰との結び付きを損なうものではない」として、寺側の訴えを退ける判決を1994年（平成6年）に下した。原告側は控訴したが、東京高裁でも駅名の公共性が高いとして控訴を棄却。その後最高裁まで争ったが、1997年（平成9年）に原告敗訴で確定した。

## 駅構造
島式ホーム2面4線を持つ地下駅である。押上側には、主に西馬込・京急線方面からの当駅折り返し列車が使用する引き上げ線（1線）があり、全てのホームから出入りが可能である。また、2・3番線の西馬込側には片渡り線もあるが、通常時に使用されることはない。
自動券売機は都営地下鉄用と京急用が設置されているが、京急用はPASMOやSuicaといったICカードなどが利用できない。また、「みさきまぐろきっぷ」などの京急の企画乗車券も当駅では購入不可となっている。

### のりば
| 番線 | 事業者       | 路線       | 行先                       | 備考                 |
| ---- | ------------ | ---------- | -------------------------- | -------------------- |
| 1    | 京浜急行電鉄 | 本線       | 品川・横浜・ 羽田空港方面  |                      |
| 2    | 東京都交通局 | 都営浅草線 | 西馬込方面                 |                      |
| 3    | 東京都交通局 | 都営浅草線 | 押上・ 京成線・ 北総線方面 | 西馬込方面からの列車 |
| 4    | 東京都交通局 | 都営浅草線 | 押上・ 京成線・ 北総線方面 | 京急本線からの列車   |

（出典：都営地下鉄:駅構内図）

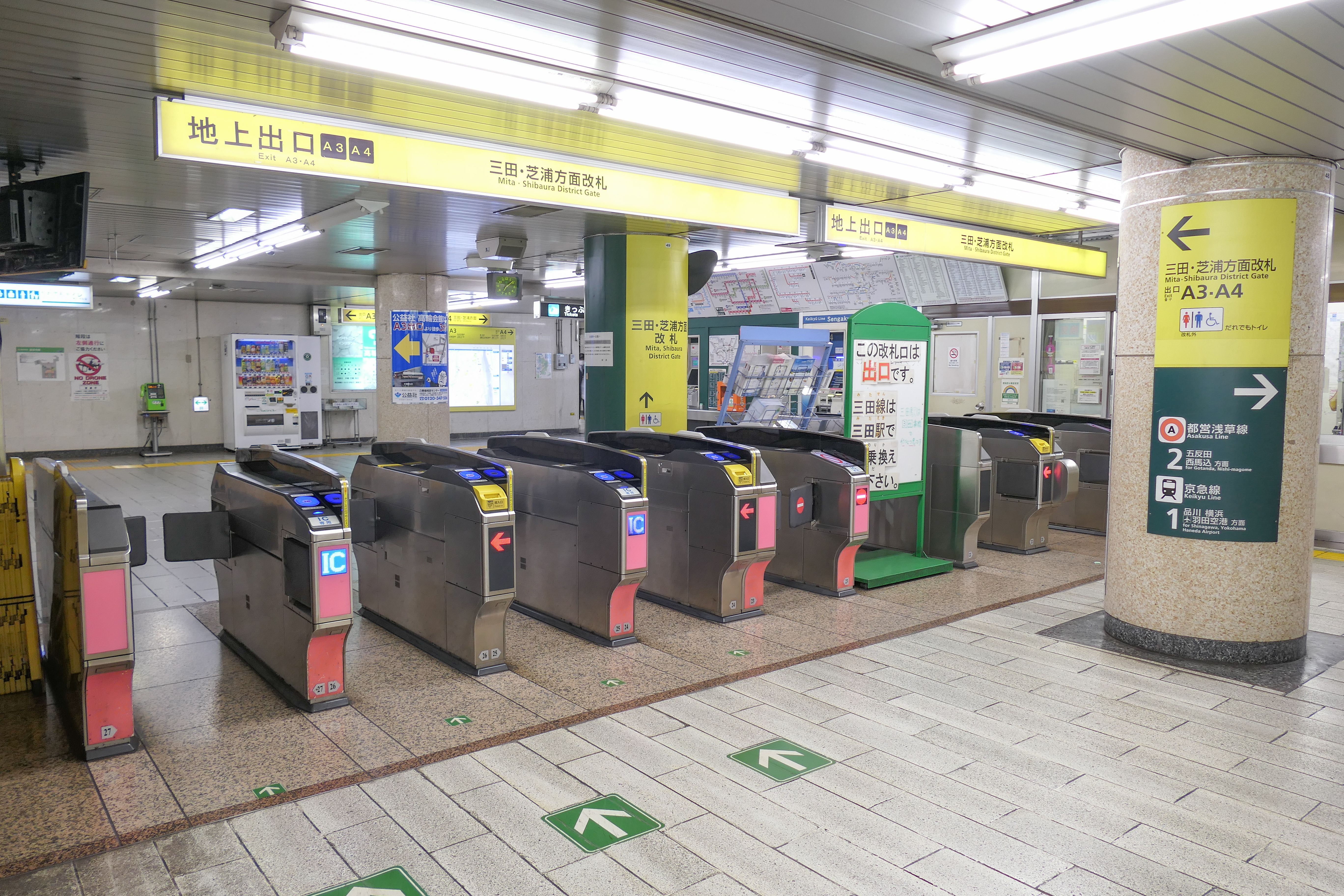
三田・芝浦方面改札口（2022年11月）
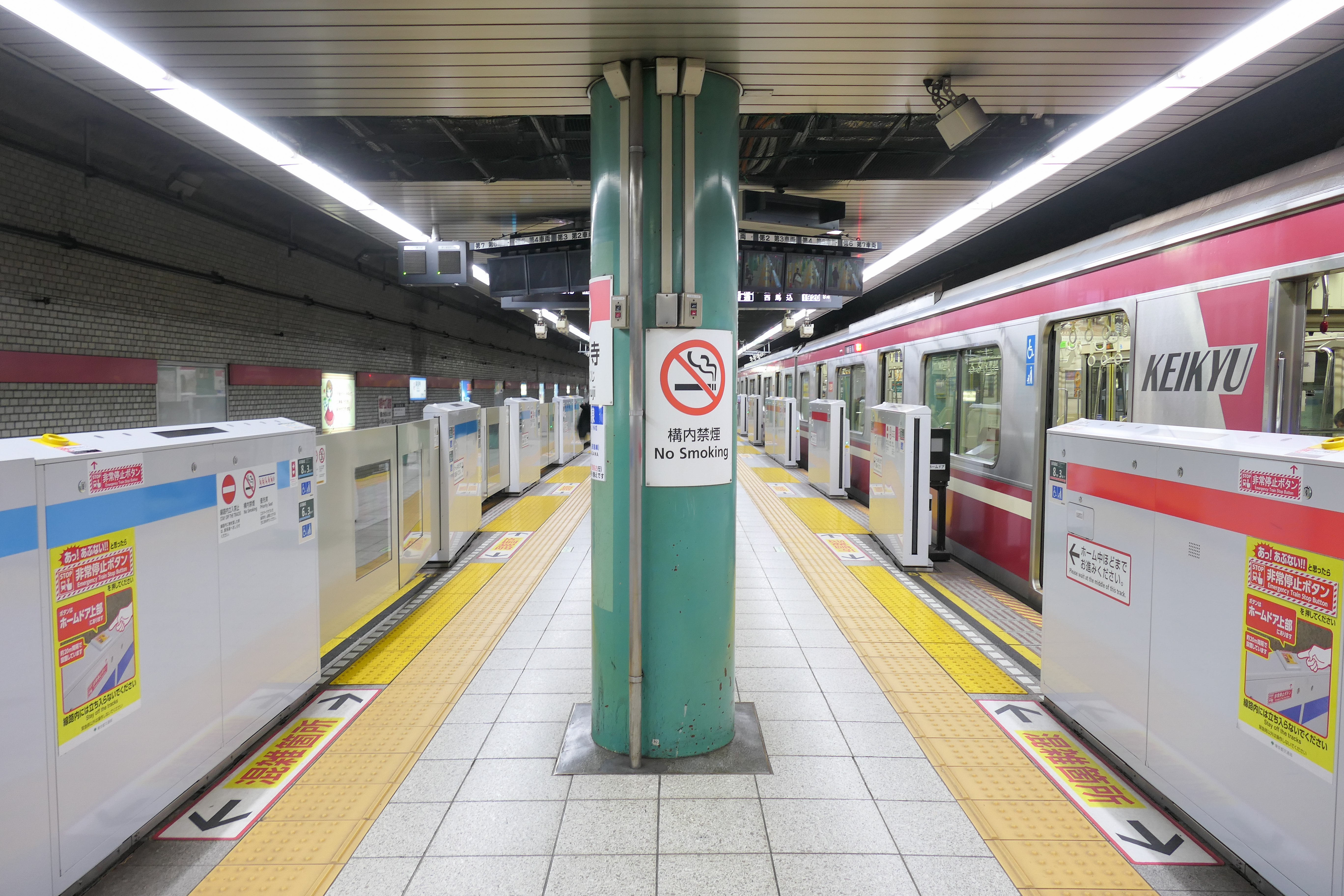
1・2番線ホーム（2022年11月）
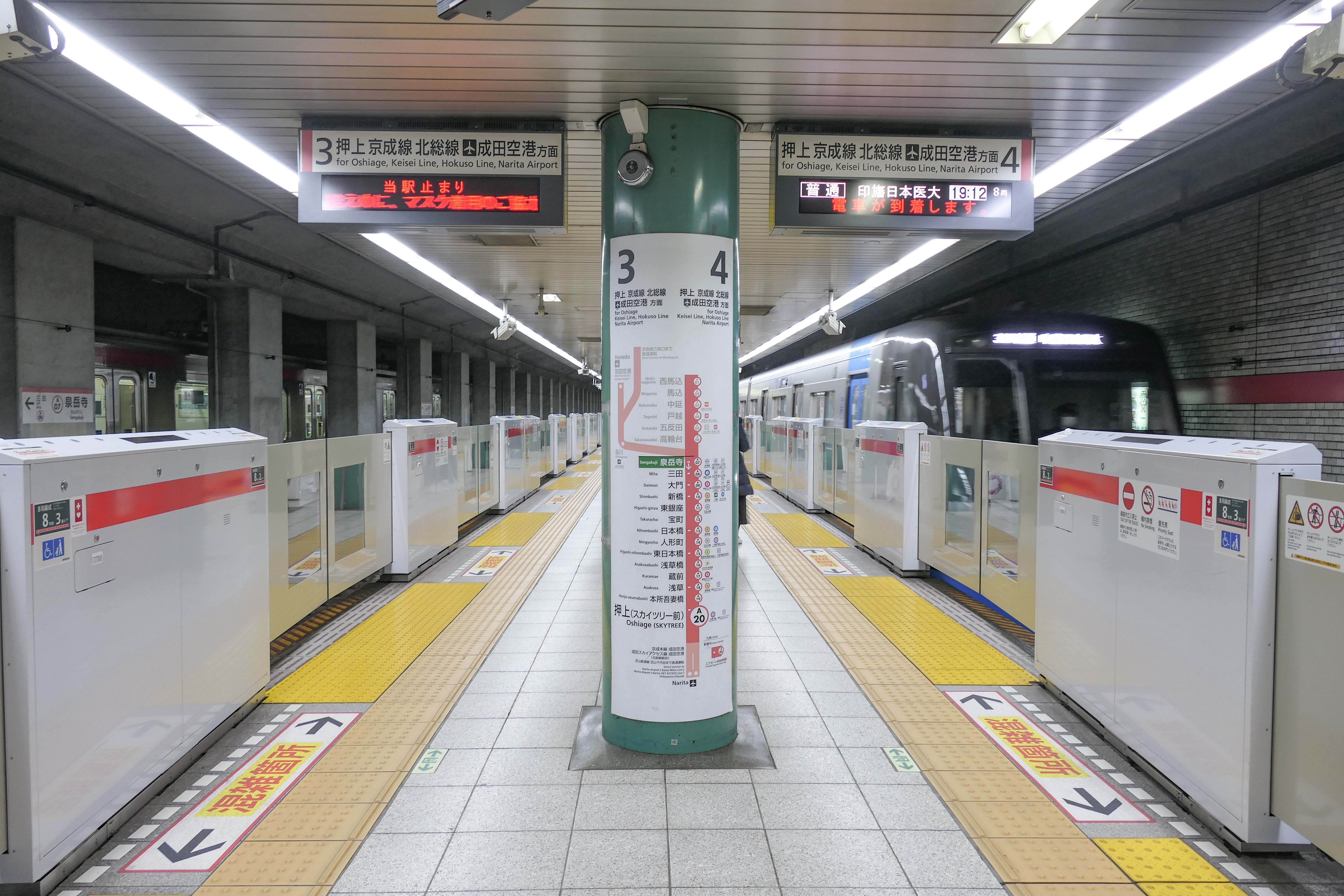
3・4番線ホーム（2022年11月）
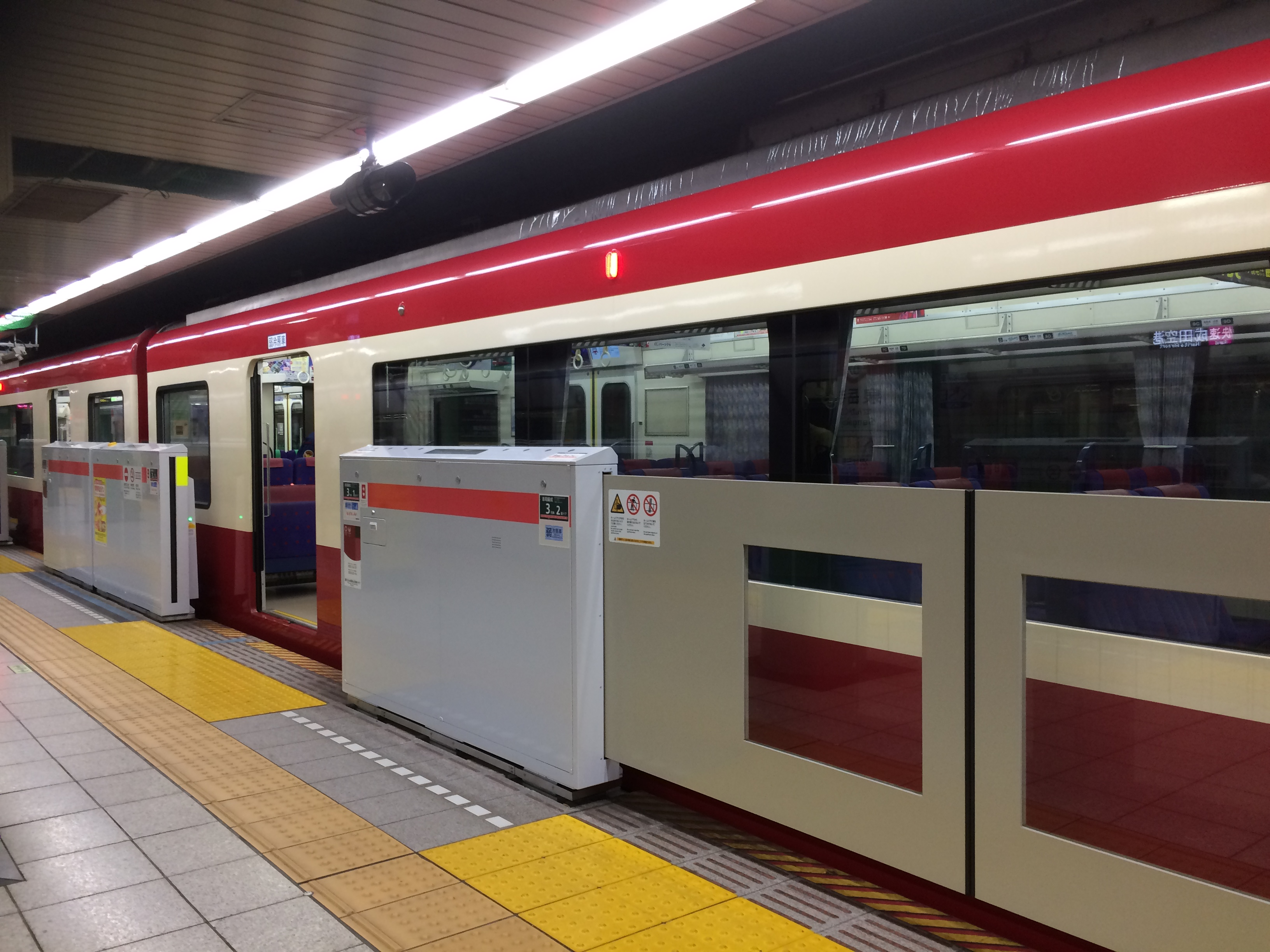
2扉車の場合は中央のホームドアは開閉しない（2020年7月）

### 案内サイン類
駅名標はいずれも都営地下鉄の様式となっている（1番線のみラインが水色）。開業当初は西馬込・横浜方面の次の駅が「1 品川・2 高輪台」だったが、2006年頃の更新で分離され、西馬込方面は「高輪台」、京急本線方面は「京急線 品川」に変更された。また、横浜方面の1番線側は2007年初頭から当時の京急の駅名標をイメージし、上下の水色ラインのうち下部が斜め線となっているものに変更された。その後、2013年初頭には現行の都営地下鉄の様式に変更されている。
発車標は、1992年頃に更新された際には3色LED2段式のものが設置された。2013年にフルカラーLEDに更新された際は表示スペースが小さくなった。

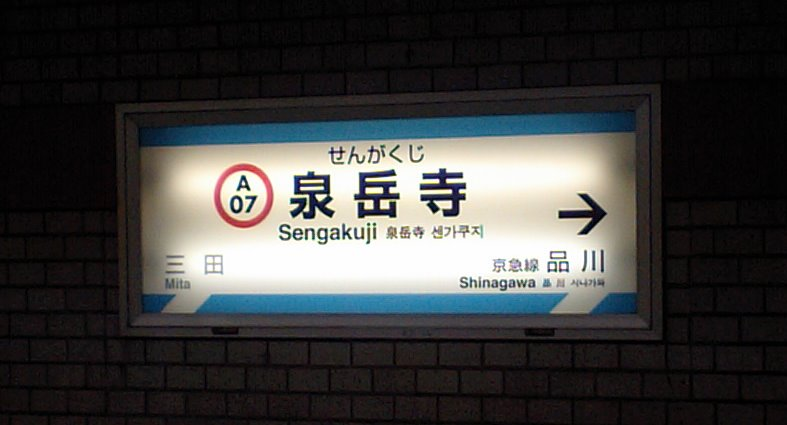
京急風のデザインの1番線側駅名標（2008年）
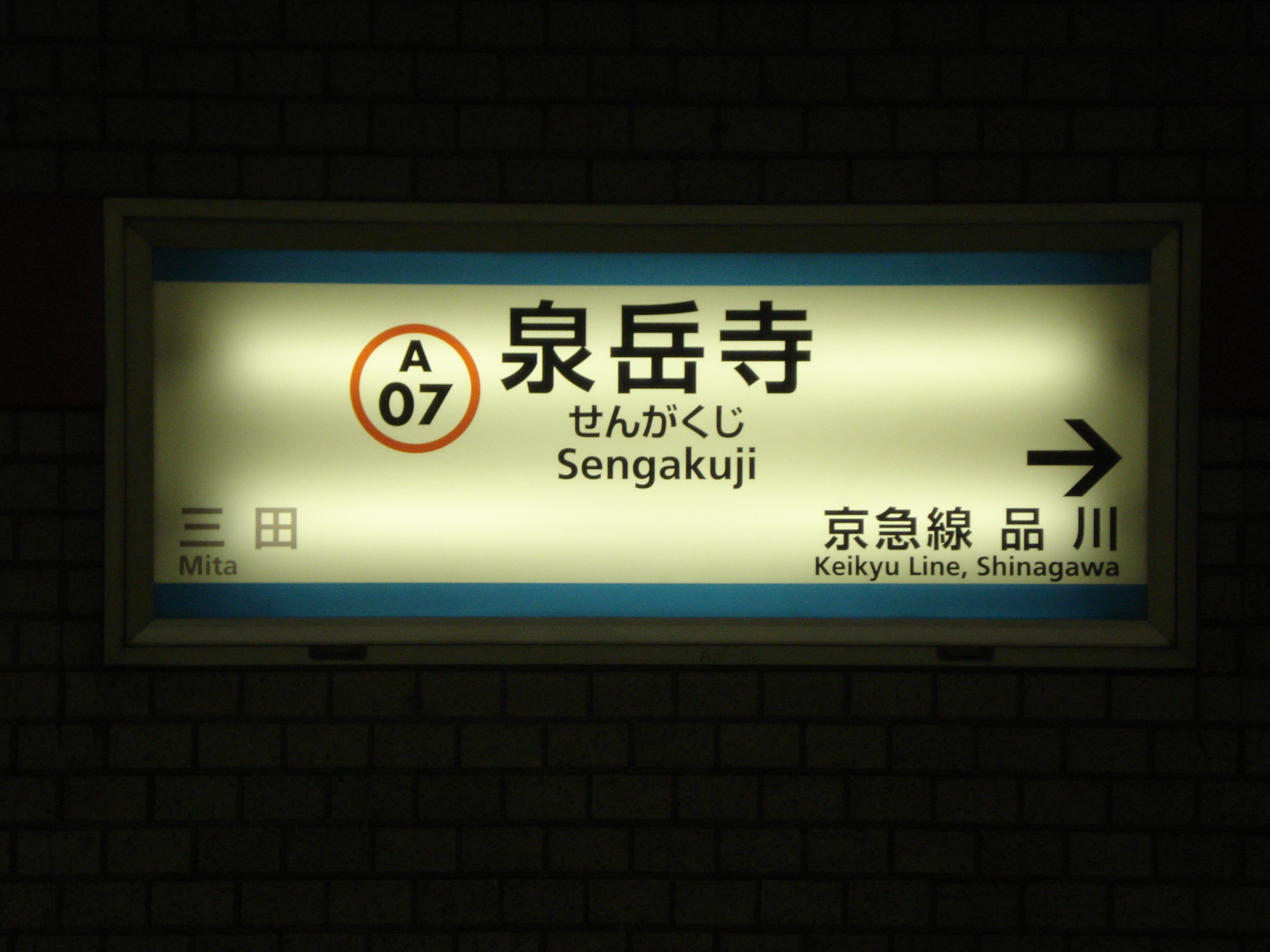
更新後、都営線デザインに改められた1番線側駅名標
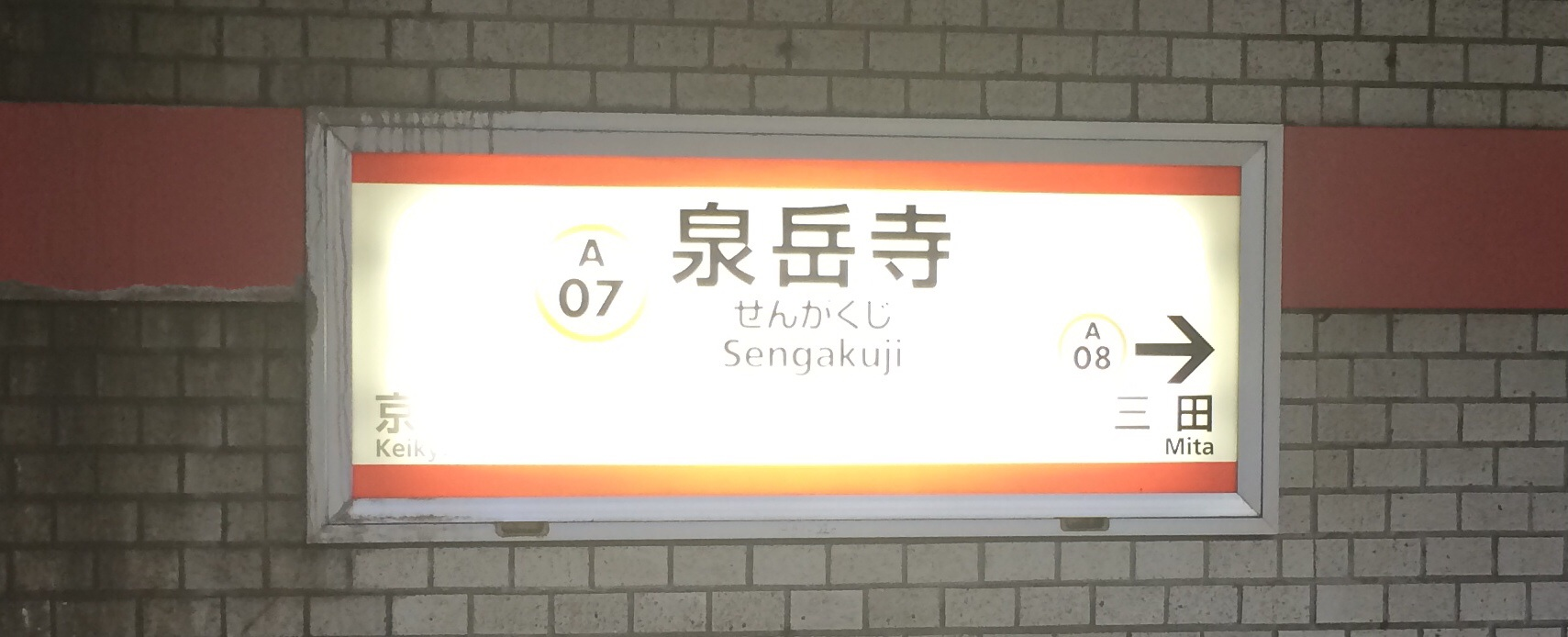
4番線側駅名標

### 駅ナンバリング
当駅は京急で唯一、2010年10月21日から導入された駅ナンバリングの対象外となっており、京急線の案内では都営の駅番号 (A 07) のみを用いており、京急仕様の駅番号などの表記はされていない。また、当駅における1番線の駅名標についても品川方の駅番号 (KK01) は未表記となっている。

### 改札口
西馬込・品川寄りにある泉岳寺・高輪方面改札と、三田寄りにある三田・芝浦方面改札の2か所 がある。ホームの両端が改札口への階段となっている。なお、両改札口を連絡するコンコースはない。

### バリアフリー設備
- エスカレーター：ホーム→改札階（泉岳寺・高輪方面改札）[12]
- 車椅子昇降装置（三田・芝浦方面改札）[12]
- 泉岳寺・高輪方面改札階と地上を結ぶエレベーターが2008年秋に着工し、2011年3月31日供用開始となった[15]。ただし、改札からホームへは階段のみのため、車椅子利用者は昇降装置のある三田・芝浦方面改札を利用する必要がある[注釈 3]。

### トイレ
- 双方の改札外コンコース部に設置されている。三田・芝浦方面改札側には「だれでもトイレ」を併設している[12]。

### その他の設備
- コインロッカー（泉岳寺・高輪方面改札）、公衆電話（双方の改札外）

### 将来の予定
- 高輪ゲートウェイ駅開業およびグローバルゲートウェイ品川プロジェクトによって隣接する当駅の乗降客増加が見込まれており、ホーム幅員が5mと狭隘なため拡幅工事が行われる。拡幅用地捻出のため、国道15号東側の民有地を買収して再開発ビルを建設し、その地下を活用するとしている[16]。また、高輪ゲートウェイ駅との間で歩行者デッキで接続する予定がある[17]。東京都は2018年8月1日、事業者として東急不動産を代表とする4社（他は京浜急行電鉄、東急建設、京急建設）を選定したと発表した[18]。

## 利用状況
- 都営地下鉄 - 2023年度の1日平均乗降人員は195,118人（乗車人員：97,221人、降車人員： 97,897人）である[都交 1]。
浅草線内では押上駅に次いで第2位。京急線との直通旅客を含む。
- 京浜急行電鉄 - 2022年度の1日平均乗降人員は156,521人である[備考 1][京急 1]。
京急の駅の中では品川駅に次いで3番目に多いが、都営地下鉄との直通旅客を含むため、順位には入れていない。

### 年度別1日平均乗降人員
近年の1日平均乗降人員は下表の通り。
| 年度               | 都営地下鉄       | 都営地下鉄 | 都営浅草線 京急線 直通人員 | 京浜急行電鉄     | 京浜急行電鉄 | 出典       | 出典       |
| 年度               | 1日平均 乗降人員 | 増加率     | 都営浅草線 京急線 直通人員 | 1日平均 乗降人員 | 増加率       | 交通局     | 京急       |
| ------------------ | ---------------- | ---------- | -------------------------- | ---------------- | ------------ | ---------- | ---------- |
| 2002年（平成14年） |                  |            | 105,954                    | 137,597          |              |            |            |
| 2003年（平成15年） | 158,663          |            | 111,812                    | 144,289          | 4.9%         |            |            |
| 2004年（平成16年） | 160,183          | 1.0%       | 113,497                    | 147,623          | 2.3%         |            |            |
| 2005年（平成17年） | 164,065          | 2.4%       | 116,792                    | 152,026          | 3.0%         |            |            |
| 2006年（平成18年） | 169,920          | 3.6%       | 120,529                    | 156,757          | 3.1%         |            |            |
| 2007年（平成19年） | 180,061          | 6.0%       | 126,780                    | 162,390          | 3.6%         |            |            |
| 2008年（平成20年） | 181,879          | 1.0%       | 137,654                    | 162,912          | 0.3%         |            |            |
| 2009年（平成21年） | 179,860          | −1.1%      | 137,650                    | 160,320          | −1.6%        |            |            |
| 2010年（平成22年） | 177,533          | −1.3%      | 136,431                    | 158,974          | −0.8%        |            |            |
| 2011年（平成23年） | 170,261          | −4.1%      | 131,459                    | 153,745          | −3.3%        |            |            |
| 2012年（平成24年） | 175,421          | 3.0%       | 136,949                    | 158,504          | 3.1%         |            |            |
| 2013年（平成25年） | 184,794          | 5.3%       | 146,005                    | 168,009          | 6.0%         |            |            |
| 2014年（平成26年） | 190,944          | 3.3%       | 151,478                    | 173,577          | 3.3%         |            |            |
| 2015年（平成27年） | 200,276          | 4.9%       | 158,897                    | 182,372          | 5.1%         |            |            |
| 2016年（平成28年） | 209,257          | 4.5%       | 165,696                    | 189,752          | 4.0%         |            |            |
| 2017年（平成29年） | 218,883          | 4.6%       | 173,113                    | 197,333          | 4.0%         |            |            |
| 2018年（平成30年） | 224,434          | 2.5%       | 178,690                    | 202,800          | 2.8%         |            |            |
| 2019年（令和元年） | 223,574          | −0.4%      | 178,673                    | 201,772          | −0.5%        |            |            |
| 2020年（令和02年） | 136,738          | −38.8%     |                            | 120,072          | −40.5%       | [ 都交 2 ] | [ 京急 2 ] |
| 2021年（令和03年） | 144,789          | 5.9%       |                            | 129,675          | 8.0%         | [ 都交 3 ] | [ 京急 3 ] |
| 2022年（令和04年） | 170,671          | 17.9%      |                            | 156,521          | 20.7%        | [ 都交 4 ] | [ 京急 1 ] |
| 2023年（令和05年） | 195,118          | 14.3%      |                            |                  |              | [ 都交 1 ] |            |

### 年度別1日平均乗車人員（1968年 - 2000年）
近年の1日平均乗車人員は下表の通り。
- 都営地下鉄の数値は京浜急行電鉄からの乗り入れ旅客を含む。

| 年度               | 都営地下鉄 | 京浜急行電鉄 | 出典                        |
| ------------------ | ---------- | ------------ | --------------------------- |
| 1968年（昭和43年） | 18,578     | 4,119        | [ 都統計 1 ] [ 都統計 2 ]   |
| 1969年（昭和44年） | 37,719     | 5,051        | [ 都統計 3 ] [ 都統計 4 ]   |
| 1970年（昭和45年） | 43,462     | 5,205        | [ 都統計 5 ] [ 都統計 6 ]   |
| 1971年（昭和46年） | 47,385     | 5,421        | [ 都統計 7 ]                |
| 1972年（昭和47年） | 48,756     | 5,479        | [ 都統計 8 ]                |
| 1973年（昭和48年） | 48,688     | 5,573        | [ 都統計 9 ] [ 都統計 10 ]  |
| 1974年（昭和49年） | 50,630     | 5,989        | [ 都統計 11 ] [ 都統計 12 ] |
| 1975年（昭和50年） | 51,380     | 6,082        | [ 都統計 13 ] [ 都統計 14 ] |
| 1976年（昭和51年） | 50,414     | 5,819        | [ 都統計 15 ]               |
| 1977年（昭和52年） | 52,299     | 6,337        | [ 都統計 16 ] [ 都統計 17 ] |
| 1978年（昭和53年） | 52,773     | 6,178        | [ 都統計 18 ] [ 都統計 19 ] |
| 1979年（昭和54年） | 55,574     | 6,525        | [ 都統計 20 ] [ 都統計 21 ] |
| 1980年（昭和55年） | 60,984     | 7,255        | [ 都統計 22 ] [ 都統計 23 ] |
| 1981年（昭和56年） | 63,208     | 7,816        | [ 都統計 24 ] [ 都統計 25 ] |
| 1982年（昭和57年） | 64,863     | 8,282        | [ 都統計 26 ] [ 都統計 27 ] |
| 1983年（昭和58年） | 64,937     | 8,675        | [ 都統計 28 ] [ 都統計 29 ] |
| 1984年（昭和59年） | 67,332     | 8,751        | [ 都統計 30 ] [ 都統計 31 ] |
| 1985年（昭和60年） | 67,107     | 9,101        | [ 都統計 32 ] [ 都統計 33 ] |
| 1986年（昭和61年） | 71,142     | 9,726        | [ 都統計 34 ] [ 都統計 35 ] |
| 1987年（昭和62年） | 73,664     | 10,096       | [ 都統計 36 ] [ 都統計 37 ] |
| 1988年（昭和63年） | 75,123     | 11,340       | [ 都統計 38 ] [ 都統計 39 ] |
| 1989年（平成元年） | 76,321     | 12,112       | [ 都統計 40 ] [ 都統計 41 ] |
| 1990年（平成02年） | 77,238     | 12,523       | [ 都統計 42 ] [ 都統計 43 ] |
| 1991年（平成03年） | 79,260     | 13,079       | [ 都統計 44 ] [ 都統計 45 ] |
| 1992年（平成04年） | 79,323     | 13,071       | [ 都統計 46 ]               |
| 1993年（平成05年） | 78,312     | 13,167       | [ 都統計 47 ]               |
| 1994年（平成06年） | 77,123     | 13,468       | [ 都統計 48 ]               |
| 1995年（平成07年） | 73,421     | 15,645       | [ 都統計 49 ]               |
| 1996年（平成08年） | 71,110     | 14,899       | [ 都統計 50 ]               |
| 1997年（平成09年） | 69,216     | 14,403       | [ 都統計 51 ]               |
| 1998年（平成10年） | 69,071     | 14,742       | [ 都統計 52 ]               |
| 1999年（平成11年） | 71,344     | 60,232       | [ 都統計 53 ]               |
| 2000年（平成12年） | 72,427     | 62,249       | [ 都統計 54 ]               |

### 年度別1日平均乗車人員（2001年以降）
- 数値は相互の乗り入れ旅客を含む。

| 年度               | 都営地下鉄 | 京浜急行電鉄 | 出典          | 出典       |
| 年度               | 都営地下鉄 | 京浜急行電鉄 | 東京都        | 交通局     |
| ------------------ | ---------- | ------------ | ------------- | ---------- |
| 2001年（平成13年） | 76,584     | 66,485       | [ 都統計 55 ] |            |
| 2002年（平成14年） | 79,614     | 68,288       | [ 都統計 56 ] |            |
| 2003年（平成15年） | 80,402     | 70,437       | [ 都統計 57 ] |            |
| 2004年（平成16年） | 81,345     | 71,773       | [ 都統計 58 ] |            |
| 2005年（平成17年） | 83,405     | 73,742       | [ 都統計 59 ] |            |
| 2006年（平成18年） | 86,343     | 75,745       | [ 都統計 60 ] |            |
| 2007年（平成19年） | 90,177     | 79,585       | [ 都統計 61 ] |            |
| 2008年（平成20年） | 91,049     | 81,101       | [ 都統計 62 ] |            |
| 2009年（平成21年） | 89,899     | 68,632       | [ 都統計 63 ] |            |
| 2010年（平成22年） | 88,691     | 78,978       | [ 都統計 64 ] |            |
| 2011年（平成23年） | 84,786     | 76,186       | [ 都統計 65 ] |            |
| 2012年（平成24年） | 87,293     | 78,858       | [ 都統計 66 ] |            |
| 2013年（平成25年） | 91,865     | 83,718       | [ 都統計 67 ] |            |
| 2014年（平成26年） | 94,896     | 86,501       | [ 都統計 68 ] |            |
| 2015年（平成27年） | 99,582     | 90,634       | [ 都統計 69 ] |            |
| 2016年（平成28年） | 104,111    | 94,600       | [ 都統計 70 ] |            |
| 2017年（平成29年） | 108,960    | 98,430       | [ 都統計 71 ] |            |
| 2018年（平成30年） | 111,766    | 101,088      | [ 都統計 72 ] | [ 都交 5 ] |
| 2019年（令和元年） | 111,359    | 100,645      | [ 都統計 73 ] | [ 都交 6 ] |
| 2020年（令和02年） | 68,181     |              |               | [ 都交 2 ] |
| 2021年（令和03年） | 72,223     |              |               | [ 都交 3 ] |
| 2022年（令和04年） | 85,189     |              |               | [ 都交 4 ] |
| 2023年（令和05年） | 97,221     |              |               | [ 都交 1 ] |

備考
1. ↑  都営地下鉄浅草線の乗り入れ旅客を含む。
2. 1 2  1968年6月21日開業。開業日から翌年3月31日までの計285日間を集計したデータ。
3. 1 2  1999年度以降の数値は都営地下鉄浅草線の乗り入れ旅客を含む。

## 駅周辺

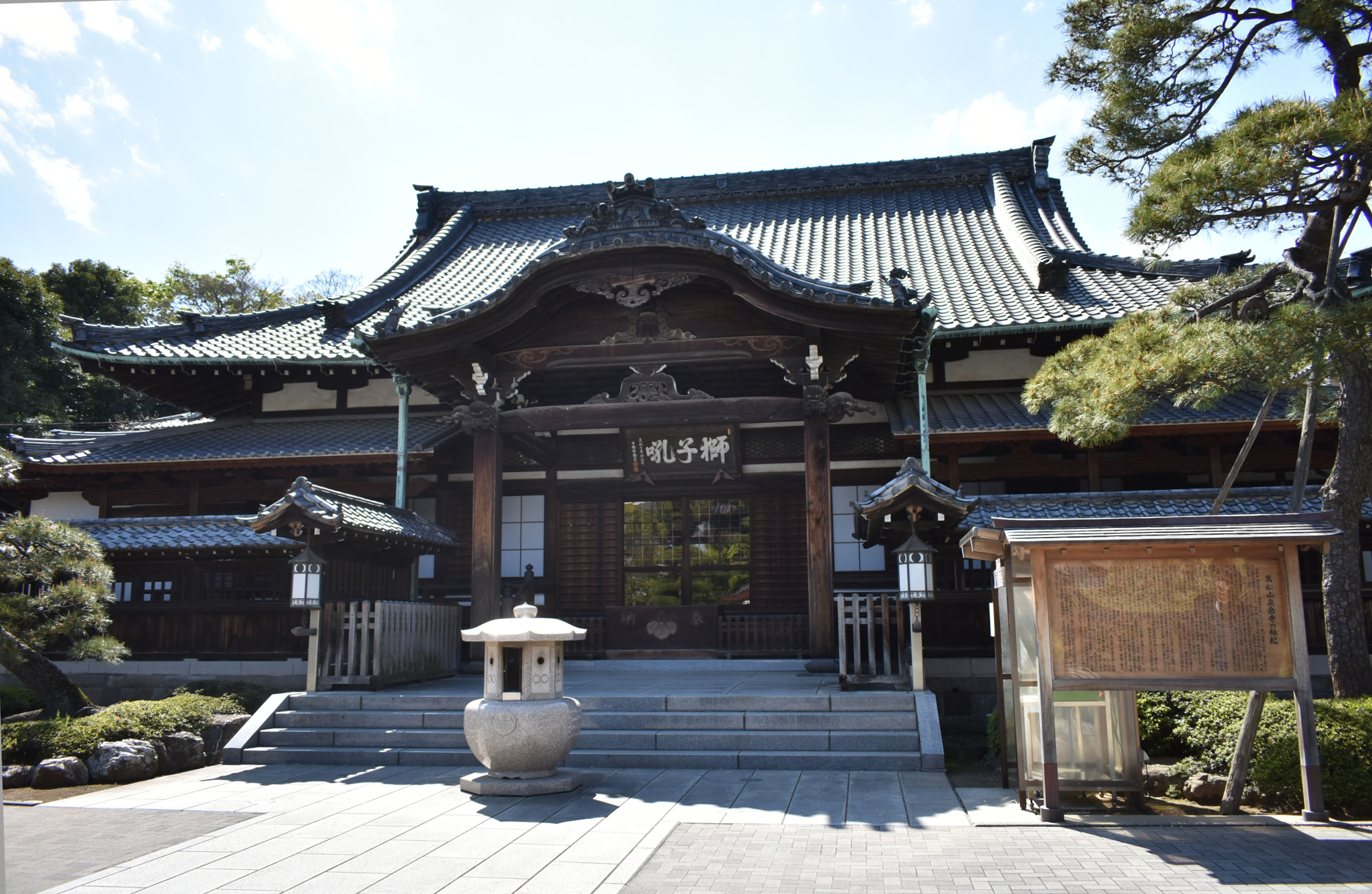
泉岳寺本堂（2019年4月14日撮影）

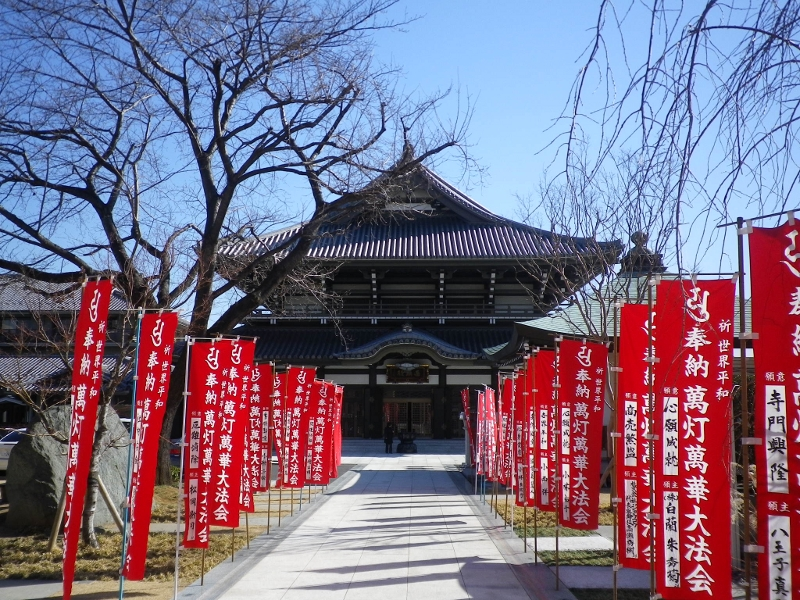
高野山東京別院遍照殿

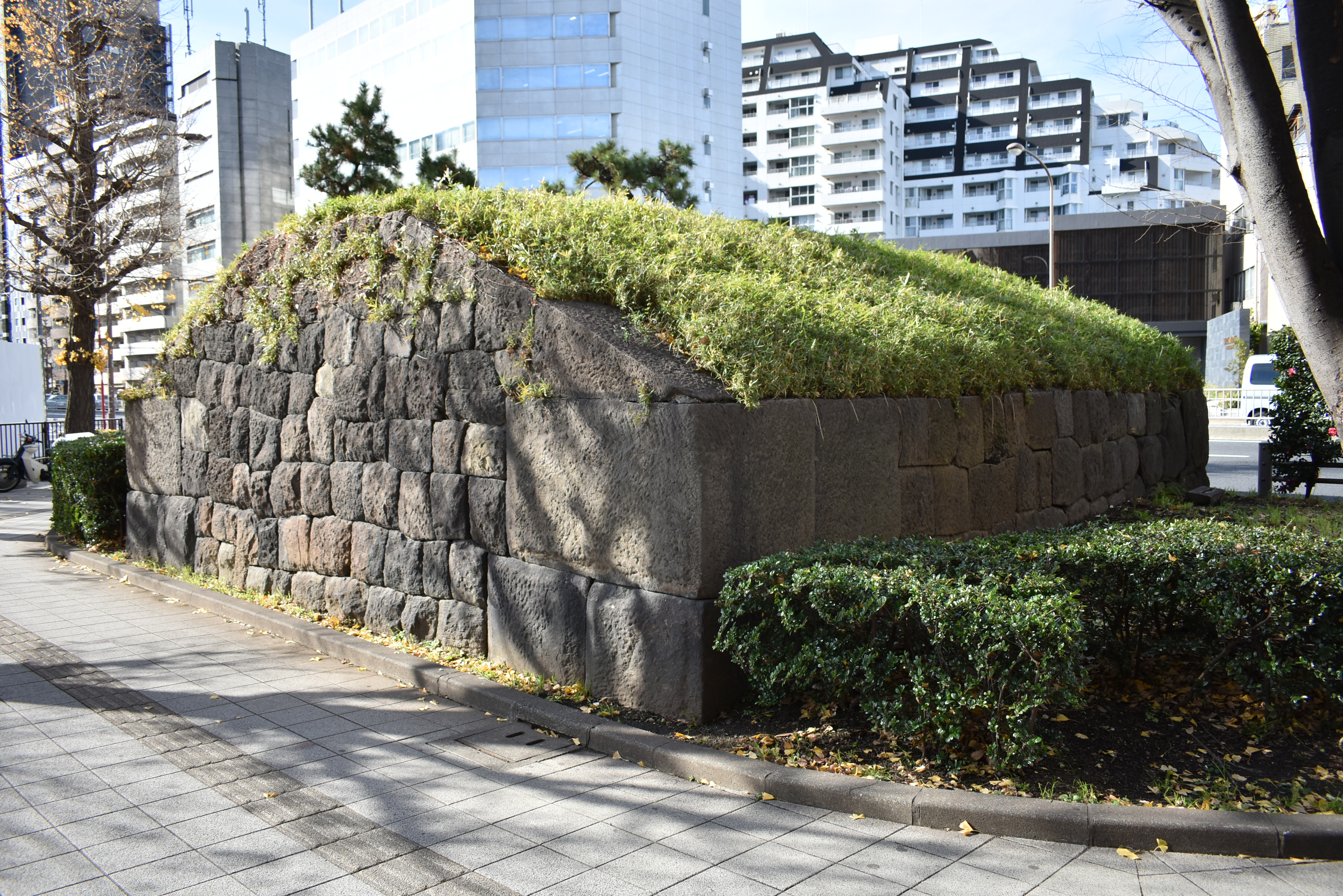
高輪大木戸跡の石垣

### 官公庁・公共施設
- 芝浦水再生センター
- 警視庁高輪警察署

### 公館・公邸
- 駐日スリランカ大使館
- 駐日ウズベキスタン大使館

### 教育機関
- 東海大学高輪キャンパス
- 東海大学付属高輪台高等学校・中等部
- 明治学院大学白金キャンパス
- 明治学院高等学校
- 高輪中学校・高等学校
- 港区立高松中学校
- 港区立高輪台小学校
- 港区立御田小学校
- 港区立芝浦小学校

### 郵便局・金融機関
- 泉岳寺駅前郵便局
- 高輪郵便局
- 高輪二郵便局

### 史跡・自然
- 泉岳寺
- 高野山東京別院
- 東禅寺
- 覚林寺（清正公）
- 高輪神社
- 高輪皇族邸（旧高松宮邸）
- 芝浦中央公園
- 亀塚公園
- 三田台公園
- 高輪大木戸跡
- 柴田錬三郎旧居

### 法人
- NHK交響楽団本部

### ランドマーク
- センチュリー三田ビル

### 交通
- 高輪ゲートウェイ駅（JR山手線・JR京浜東北線） - 当駅から300メートル程に位置するJR東日本の駅。都営浅草線のみ定期券での連絡運輸がある[3]。2021年現在は直接の連絡通路はなく、地上の道路を経由しての乗り換えとなっているが、再開発に伴い、当駅との歩行者デッキによる接続を行う予定[17]。
- 白金高輪駅（東京メトロ南北線・都営地下鉄三田線）
- 国道15号（第一京浜）
- 伊皿子坂
- 桂坂
- 洞坂
- 高輪橋架道橋下区道

### バス路線
当駅からの最寄りバス停留所は、第一京浜と東京都道415号線上にある「泉岳寺前」で、以下の都営バスが発着している。
- 反96：六本木ヒルズ行[19] / 五反田駅行[19]・品川車庫前行[19]
- 品97：新宿駅西口行・青山一丁目駅前行[19] - 同系統の品川駅高輪口行は高輪警察署前経由となるため、泉岳寺前及び高輪北町には停車しない。

近接する高輪ゲートウェイ駅からの発着路線については「高輪ゲートウェイ駅#バス路線」を参照。

## 未成線
- 都営地下鉄三田線の当駅 - 三田駅間と東京急行電鉄の泉岳寺線（池上線の延長路線）の当駅 - 桐ヶ谷駅間を建設し、こちらも相互直通運転を行う計画もあったが、いずれも諸般の事情により中止となった。また、この経緯から目黒延長計画の決定前後まで三田線の起点は当駅とされていた。詳細は都営地下鉄三田線#建設経緯を参照。
- 当駅と押上駅との間を東京駅（新東京駅）経由で結ぶ都心直結線の構想があるが、具体化に至っていない。

## 隣の駅
東京都交通局（都営地下鉄）・京浜急行電鉄
 都営浅草線・ 本線
- □「モーニング・ウィング号」終着駅

■エアポート快特（羽田空港方面は品川まで、押上方面は新橋まで各駅に停車）
品川駅（京急本線） (KK01) - 泉岳寺駅 (A 07) - 三田駅（都営浅草線） (A 08)
■エアポート快特以外の列車種別（地下鉄線内は各駅に停車）
品川駅（京急本線） (KK01) / 高輪台駅 （都営浅草線）(A 06) - 泉岳寺駅 (A 07) - 三田駅（都営浅草線）(A 08)